# ヴィウソン・チアゴ・マチアス
ヴィウソン・チアゴ（Wilson Tiago）またはヴィウソン・マチアス（Wilson Mathías）ことヴィウソン・チアゴ・マチアス（ポルトガル語: Wilson Tiago Mathías、1983年9月14日 - ）は、ブラジルとメキシコのサッカー選手。ポジションはMF。

## クラブ歴
ウニオン・サンジョアンECで2003年に選手となった。同年イトゥアーノFCに移籍。
2005年にリーガMXのモナルカス・モレリアに移籍。デビュー戦ではレッドカードを受けてしまったが、その後レギュラーに定着。モイセス・ムニョスに次いでクラブ歴代2位の出場記録を達成するに至った。
2009年12月30日にSCインテルナシオナルに移籍。2012年にアソシアソン・ポルトゥゲーザ・ジ・デスポルトスに期限付き移籍。
2012年にデポルティーボ・トルーカに移籍し、再びメキシコでプレーした。

## 個人
メキシコに帰化した。